# Нью-Гэмпширские земельные участки

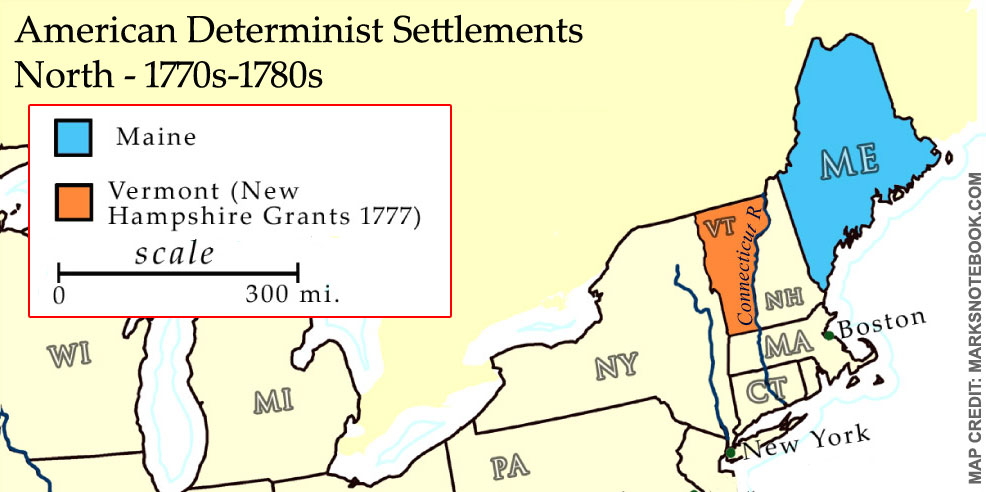
Нью-Гэмпширские земельные участки выделены оранжевым цветом

Нью-Гэмпширские земельные участки (англ. New Hampshire Grants) или Земельные участки Беннинга Вентворта (англ. Benning Wentworth Grants) — земельные участки, выделенные поселенцам с 1749 по 1764 годы Беннингом Вентвортом, губернатором провинции Нью-Гэмпшир. Споры об их законности в итоге привели к созданию Республики Вермонт.

## Предыстория
На территории современного штата Вермонт постоянные европейские поселенцы стали появляться после того, как Вильям Даммер, губернатор провинции Массачусетс-Бэй, приказал в 1723 году построить там форт (примерно в районе современного Брэттлборо). Массачусетс предъявил претензии на земли к западу от реки Мерримак, и поселенцы стали продвигаться на север по реке Коннектикут.
Королевский декрет 1741 года постановил, что северная граница Массачусетса идёт на запад от точки, расположенной в 3 милях к северу от водопада Паутакет-Фоллс — места, в котором река Мерримак поворачивает на север и течёт на северо-восток. Данное решение ликвидировало претензии Массачусетса на земли к северу от этой линии.
До 1741 года провинциями Массачусетс-Бэй и Нью-Гэмпшир управлял один и тот же губернатор, однако в 1741 году был назначен отдельный губернатор Нью-Гэмпшира — местный уроженец Беннинг Вентворт. Он решил трактовать территориальные претензии Нью-Гэмпшира в расширенном смысле: раз северная граница Массачусетса идёт на запад до точки в 20 милях восточнее реки Гудзон, то и южная граница Нью-Гэмпшира проходит точно так же, то есть Нью-Гэмпширу принадлежат территории и к западу от реки Коннектикут. Однако на территорию между рекой Коннектикут и озером Шамплейн претендовала и провинция Нью-Йорк, опираясь на жалованную грамоту, выданную Якову, герцогу Йоркскому и Олбанскому.

## Земельные участки
3 января 1749 года Вентворт выделил на этой территории первый земельный участок, на котором возник город Беннингтон. Власти Нью-Йорка потребовали от него прекратить подобные действия и не предпринимать их в будущем, и Вентворт пообещал подождать королевского решения, однако в ноябре 1753 года властям Нью-Йорка было сообщено, что он продолжает раздавать земли на спорной территории. В 1754 году эта деятельность была приостановлена из-за франко-индейской войны, но с 1755 года продолжилась. В 1755—1757 годах Вентворт произвёл съёмку территории в 60 милях от реки Коннектикут, и раздал 108 земельных участков на территории, простирающейся на запад до линии в 20 милях восточнее реки Гудзон, а на севере — до восточных берегов озера Шамплейн. Эти участки имели форму квадрата со стороной в 6 миль, и стоили 20 фунтов стерлингов. Участки далее делились на наделы, шесть из которых выводились из-под власти владельцев участка — один надел уходил Объединённому обществу распространения Евангелия, один отходил Англиканской церкви, один выделялся первому поселившемуся на этих землях священнику, один отводился под школу, а два отдавались Вентворту лично. Ежегодная плата за каждый участок составляла один шиллинг, выплачивавшийся королю или его представителю.
Когда была обнаружена распродажа земель Вентвортом, власти Нью-Йорка также занялись продажей этих земель. Однако если в Нью-Гэмпшире участки имели упорядоченную форму и продавались обычно фермерам среднего достатка, то в Нью-Йорке участки были произвольной формы и продавались обычно богатым землевладельцам.

## Королевский суд
В сентябре 1762 года власти провинции Нью-Йорк обнаружили Нью-Гэмпширских топографов, работающих на восточном берегу озера Шамплейн. В марте 1764 года Вентворт издал постановление, гласящее, что для разрешения спора о юрисдикции требуется королевский вердикт. Так как он был уверен, что дело будет разрешено в его пользу, то он продолжал призывать поселенцев получать землю и возделывать её.
Королевский приказ от 27 июля 1764 года постановил, что «западный берег реки Коннектикут от места, где она входит в провинцию Массачусетс-Бэй и на север до 45 градусов северной широты является границей между провинциями Нью-Гэмпшир и Нью-Йорк». 17 октября 1764 года Вентворт выдал последние земельные участки на спорной территории.

## Ликвидация участков
Власти провинции Нью-Йорк проинтерпретировали королевское решение как полную отмену прав на земли, розданные Вентвортом, и разделили эту территорию на четыре графства: Олбани, Шарлотта, Кумберленд и Глочестер. От владельцев земельных участков потребовали сдать их хартии и выкупить земли у властей Нью-Йорка — по сильно завышенной цене, в противном случае права на них передавались другим людям. Землевладельцы обратились с петицией к губернатору Нью-Йорка с просьбой о признании прав на участки, выданные Нью-Гэмпширом, и он частично уступил, заявив, что не должно раздаваться других земель, пока не станет известна воля короля. Земля, не розданная властями Нью-Гэмпшира, стала считаться незанятой, и её стало распределять правительство Нью-Йорка.
В 1770 году Высший суд Нью-Йорка (в котором заседали люди, претендующие на некоторые из оспариваемых земельных участков) постановил считать все документы на эти участки, выданные властями Нью-Гэмпшира, недействительными. Обитатели этих мест подняли восстание.

## Движение к государственности
В 1775 году представители Комитетов Безопасности из более чем двадцати городов на спорных землях встретились в Манчестере, чтобы обсудить необходимость провозглашения независимости от Нью-Йорка. Два месяца спустя, на встрече в Вестминстере, было объявлено о непризнании властей Нью-Йорка. В 1776 году на встрече в Дорсете поселенцы обратились к Конгрессу с просьбой о признании Вермонта штатом, независимым от штата Нью-Йорк.
В 1777 году жители территории приняли Конституцию и провозгласили независимость от Нью-Йорка. Во время войны за независимость США власти Республики Вермонт вели переговоры с британскими властями в Квебеке о возможности восстановления британского контроля над территорией.
До 1790 года велись переговоры с властями США о возможности вхождения Вермонта в их состав в качестве штата. В итоге штату Нью-Йорк было уплачено 30 тысяч долларов за утраченные земли, и 6 января 1791 года Вермонт ратифицировал Конституцию США, а 18 февраля Конгресс принял резолюцию о вхождении Вермонта в состав США. 4 марта 1791 года бывшие Нью-Гэмпширские земельные участки стали 14-м штатом США — штатом Вермонт.